# Schloss Seifersdorf

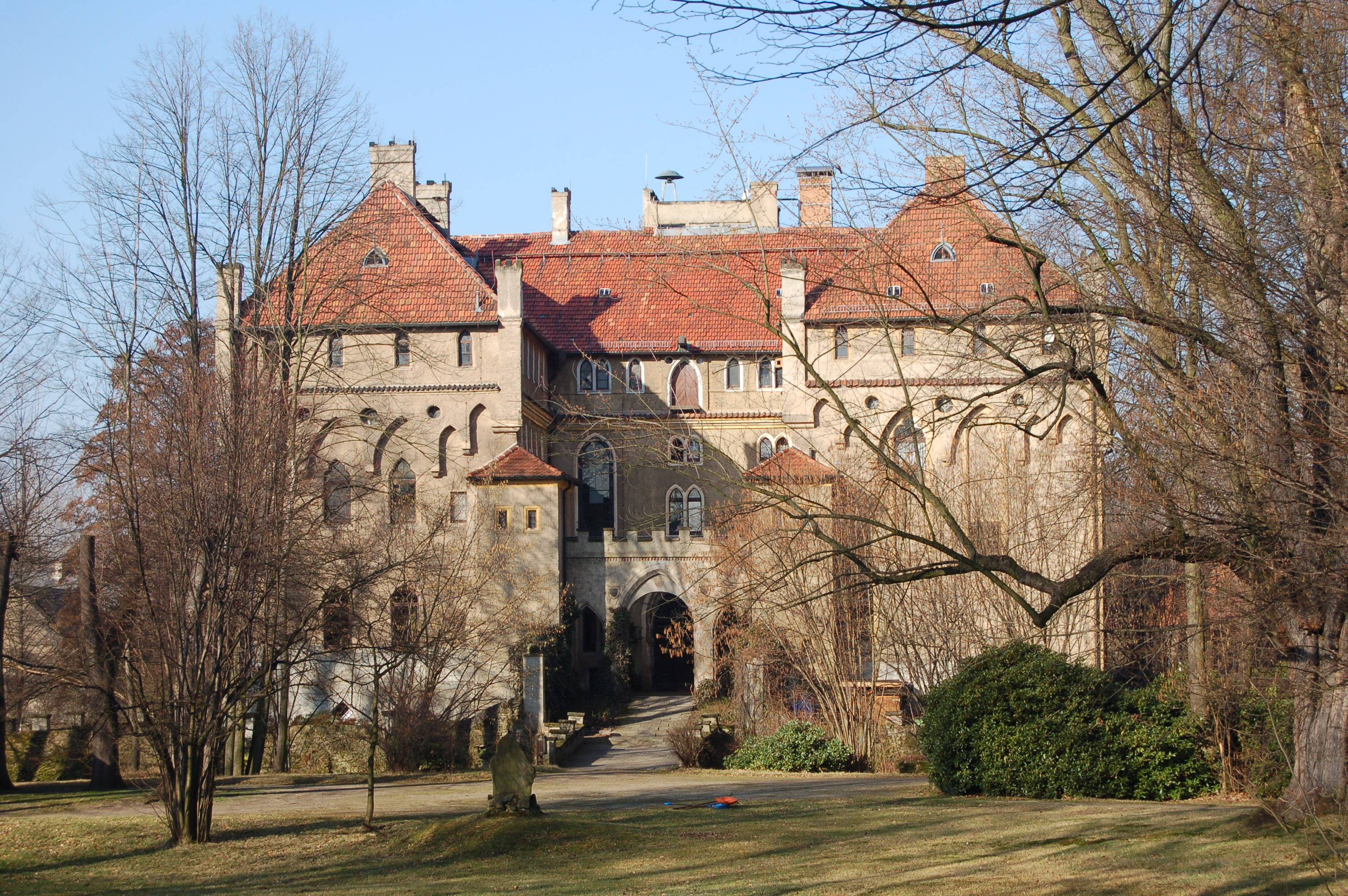
Ostseite des Schlosses Seifersdorf

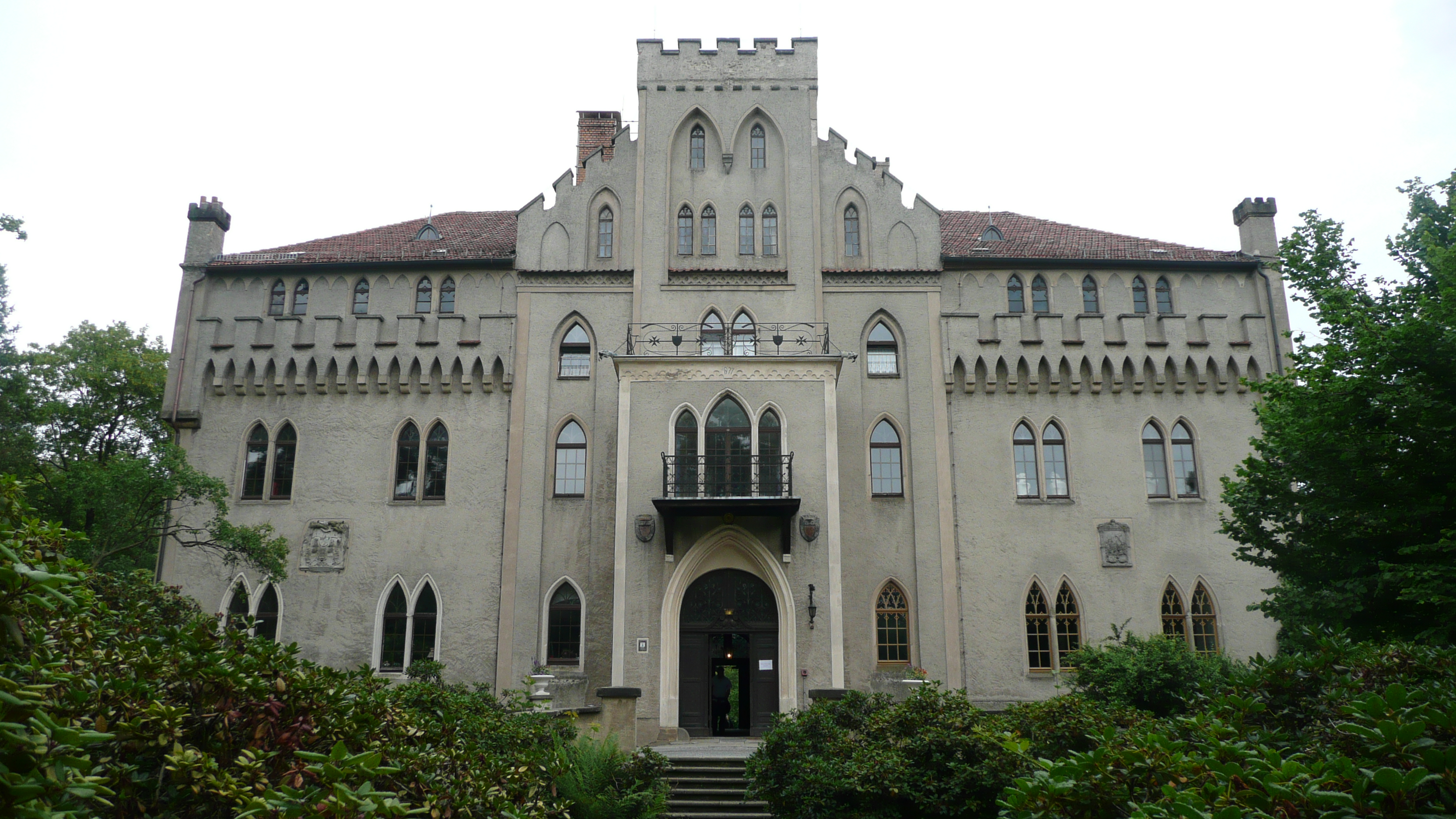
Westeingang

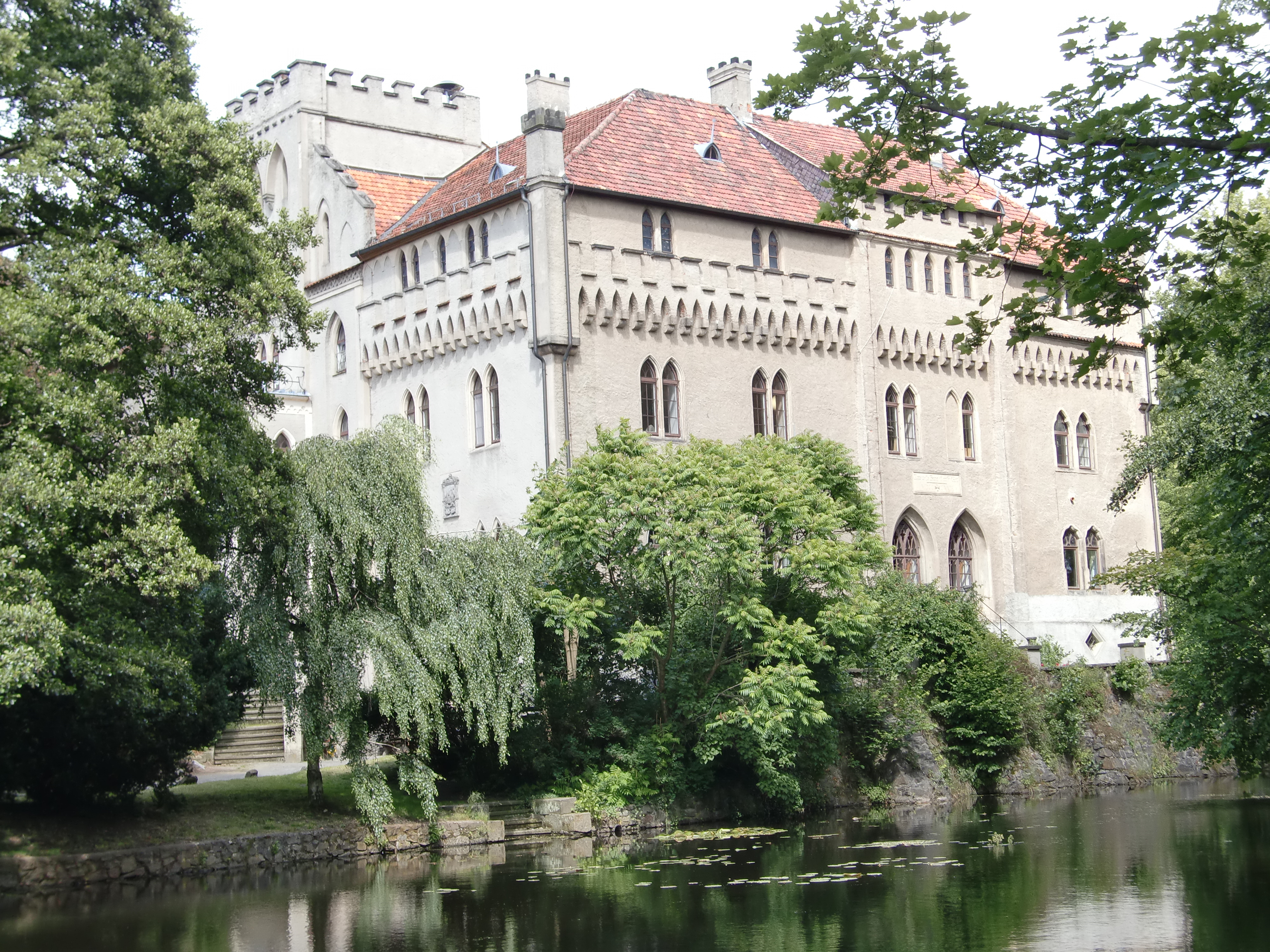
Südseite

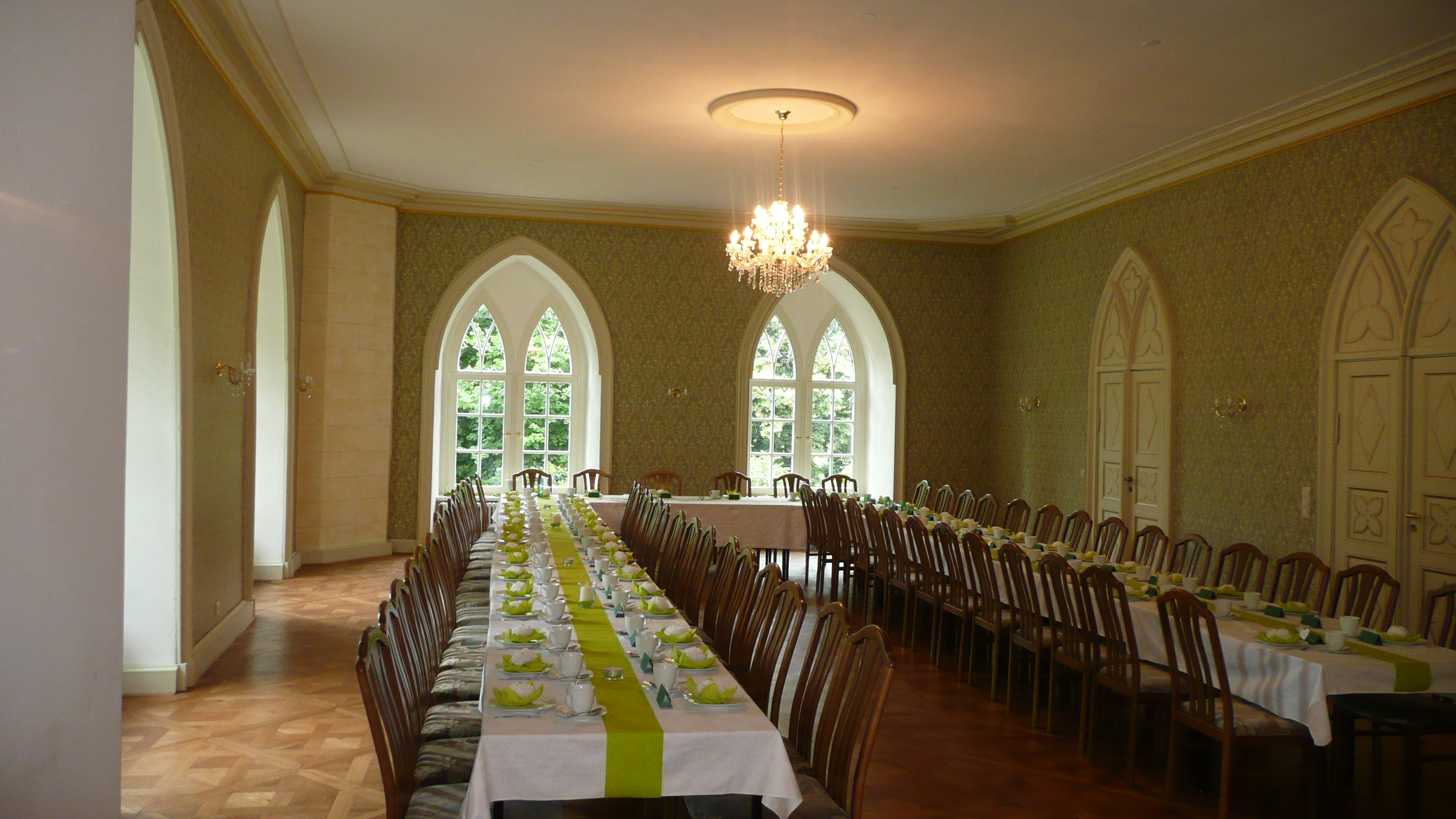
Innenansicht des Schlosses

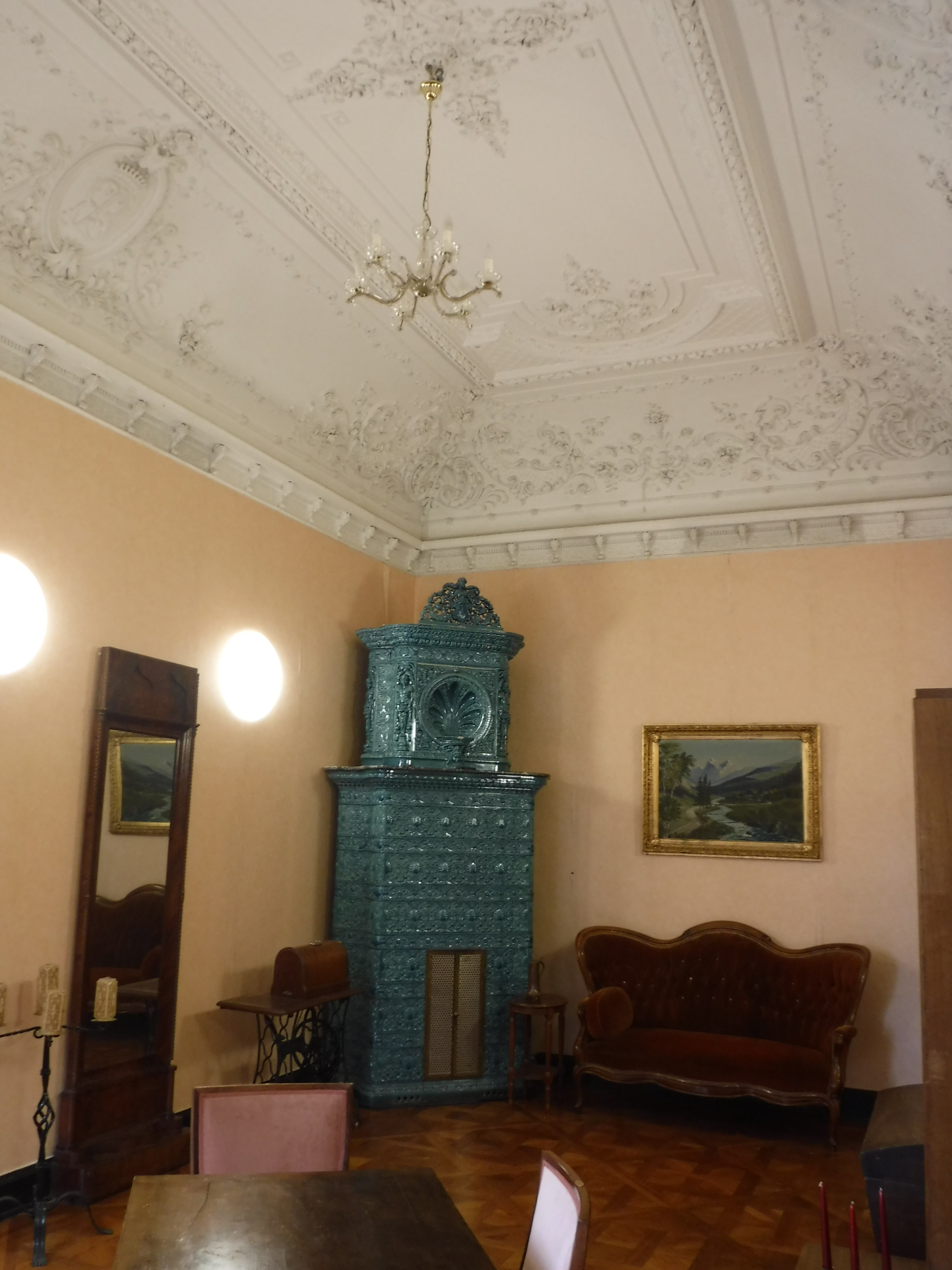
Ehemaliger Wohnraum

Das Schloss Seifersdorf im gleichnamigen Ort Seifersdorf bei Radeberg nördlich der Dresdner Stadtgrenze im Landkreis Bautzen ist ein um 1530 von der Familie von Haugwitz errichtetes Schloss, das von 1818 bis 1822 nach den Plänen des Architekten Karl Friedrich Schinkel im Stil der Neogotik umgebaut wurde. Anfangs waren es Turmhügelburgen aus Holz und Stein, die rundherum von Wasser umgeben waren. Zum Schloss gehörte unmittelbar das bis 1945 dazugehörige Rittergut mit dem Herrenhaus von 1750, das heute in Privatbesitz ist. Das Rittergut, das Schloss und der Schlosspark Seifersdorf mit folgenden Einzeldenkmalen zählen zu der Denkmalsachgesamtheit: Schloss, Schlossgarten mit Teich und Wassergraben sowie Stützmauern, Schlossbrücke, Pavillon und Eiskeller sowie Herrenhaus, Gutscheune, zwei Wirtschaftsgebäude, ehemaliger Garten am Herrenhaus und ehemaliger Küchengarten sowie Einfriedungsmauer mit zwei Toranlagen und nordöstliche Lindenallee.

## Geschichte

### Gebäude
Bereits in der ersten Hälfte des 12. Jahrhunderts wurde am heutigen Standort des Schlosses eine Wasserburg aus Holz errichtet. Nach der Vernichtung durch einen Brand entstand ein steinernes Gebäude im Bereich des heutigen Festsaals im Erdgeschoss. Dieses wurde im 13. Jahrhundert durch den Anbau eines Torhauses, des heutigen Westeingangs, ergänzt.
Ab 1790 wurde unter Hanns Moritz von Brühl begonnen, das ehemalige Renaissanceschloss nach Zeichnungen von Janus Genelli, dem Maler und Hans Christian Genelli, dem Architekten, umzubauen. Die Bauarbeiten dauerten sehr lange. Zitat: „In der Hauptsache lebte und webte er aber am Schlossumbau, der mit den günstiger gewordenen Finanzverhältnissen des Hauses in Angriff genommen worden war. Skizzen und Konstruktions-Entwürfe aller Art von seiner Hand, hübsche und geschickte Zeichnungen von Genelly und seinem Bruder, dem Architekten in Berlin zu stilvollen Ornamenten, und Pläne von Lolot zur Anlage eines Theaterraumes in einem der Flügel des Schlosses füllten ganze Mappen, die heute noch vorhanden sind.“
1817 war der Architekt Karl Friedrich Schinkel in Seifersdorf zu Gast bei Carl von Brühl, entwarf Skizzen für die Fassade und gab Hinweise für den fertig zu stellenden Umbau. In einer vierten Phase verlängerte man das Gebäude nach Osten und ergänzte später ein spiegelbildlich zum bestehenden heutigen Südflügel orientiertes Gebäude.
Der Umbau durch Karl Friedrich Schinkel verband die beiden Teile und ergänzte die Umrisse, um einen annähernd symmetrischen Grundriss zu erhalten. Es entstand ein U-förmiger Grundriss mit einem dreiseitig umschlossenen Ehrenhof an der Ostseite, der durch eine steinerne Brücke mit dem Schlosspark verbunden ist. Der Schlosspark wurde während des Umbaus ebenfalls im englischen Stil umgestaltet.
Die Ostseite mit Ehrenhof und der abschließenden Zinnen-bekrönten Tormauer sowie den flankierenden Türmchen trägt den Charakter einer mittelalterlichen Burg. Die Westseite dagegen orientiert sich mit dem eisernen Balkon über dem Eingangstor, dem quaderförmigen Turm und der kreisförmigen Vorfahrt an englischen Landsitzen des 19. Jahrhunderts.
„Im Herbst 1824 ging Brühl mit den Seinen wieder zum Ausruhen und Erfrischen nach Seifersdorf. Durch die Geburt eines dritten Sohnes, Albrecht, waren der Familienkreis wie das Familienglück größer geworden, und der im letztvergangenen Jahr vollendete Ausbau des alten Schlosses brachte Freude und Genugtuung mit sich. Nach den Schinkelschen Plänen und Zeichnungen von Genelli, dem Architekten … stand nunmehr ein im Äußeren höchst stattlicher und schöner Bau fertig da, ganz so wie er sich heute noch zeigt, und wie er nach dem Urteile Kunstsachverständiger als eins der frühesten Werke der Neogotik in Sachsen Beachtung verdient.“

### Besitzer
1460 übernimmt die Familie Haugwitz aus der Region Nossen das Patronat Seifersdorf. 1586 geht der Besitz an die Dietrich von Grünrodt aus Liptitz bei Wermsdorf. Sein Sohn Wolff Dietrich I. von Grünrodt erbaute 1605 die Seifersdorfer Kirche neu. Nach dem Aussterben der Dynastie der von Grünrodt 1747 übertrug der sächsische Kurfürst Friedrich August II. den Besitz an den sächsischen Premierminister Graf Heinrich von Brühl. Er hatte bereits 1731 sein Interesse bekundet. Sein Sohn Hanns Moritz erbte nach dem Erbvergleich der Brühl-Kinder Seifersdorf und lebte gemeinsam mit seiner Frau Christina von Brühl ab 1775 sowie ihrem Sohn Carl von Brühl, im Herrenhaus auf dem Rittergut. Das Schloss war zu der Zeit zu Wohnzwecken für die gräfliche Familie nicht nutzbar. Tina nutzte das Schloss als Gerichtsort und ihre vielen Gäste waren dort oft untergebracht. Hanns Moritz und Tina von Brühl bauten einen Freundeskreis mit dem Weimarer Kreis auf, zu dem Anna Amalia von Braunschweig-Wolfenbüttel, Johann Gottfried Herder und auch Johann Wolfgang von Goethe gehörten. Sie führten mit Goethe nachweislich ab 1782 Schriftwechsel, den ihr Sohn Carl bis zum Tod von Goethe fortführte.
Carl von Brühl ließ als nächster Besitzer das Schloss durch Karl Friedrich Schinkel grundlegend umgestalten. Schinkel war 1817 in Seifersdorf. Er kannte Carl von Brühl aus Berlin. Dort war der Graf Intendant der königlichen Theater. In seiner Zeit der Intendanz wurde das Schauspielhaus (Berlin) am Gendarmenmarkt (heutiges Konzerthaus) nach Plänen von Schinkel wiedererrichtet. Carl Maria von Weber war auch u. a. im Mai 1817 in Seifersdorf und besprach dort mit Carl von Brühl die Aufführung des Freischütz. Dieser feierte am 18. Juni 1821 unter Brühl seine Premiere in Berlin. Ursprünglich hieß der Freischütz Jägersbraut. Den endgültigen Namen gab Brühl der Oper. Carl Graf von Brühl zog 1826 mit seiner Familie ins umgestaltete Schloss ein. Damals wurde auch ein Theatersaal auf der Nordseite des Schlosses eingebaut.
Karl von Brühl-Renard (Karl Andreas Friedrich Wilhelm Moritz Vincenz Graf von Brühl-Renard) war der Ururenkel von Heinrich von Brühl und letzte Graf in Seifersdorf. Er und seine erste Ehefrau Gräfin Else gelten als Mitbegründer der Tobiasmühle und des späteren Epilepsiezentrums Kleinwachau – heute: Kleinwachau – Sächsisches Epilepsiezentrum Radeberg. Während dieser Zeit gab es nochmals Bauarbeiten am Schloss. Es wurden Zwischendecken und Wohnungen in den ehemaligen Theatersaal eingebaut. Mittlerweile ist im Kupferstichkabinett der Staatlichen Kunstsammlungen Dresden ein Bild des ehemaligen Theatersaals aufgetaucht. Graf Karl war viele Jahre lang Mitglied des sächsischen Landtags und starb am 31. Dezember 1923 in Groß-Strelitz (Oberschlesien). Seine zweite Ehefrau Agnes Gräfin von Brühl führte seine Arbeit noch jahrelang fort.
Schloss Seifersdorf wurde ab 1943 Auslagerungsort des Berliner Musikinstrumentenmuseums im Palais Creutz. Beim Kriegsende gingen 1945 zahlreiche Exponate verloren. Im selben Jahr wurde Agnes von Brühl, die Witwe des letzten Grafen Karl von Brühl-Renard, im Zuge der Bodenreform in der Sowjetischen Besatzungszone (SBZ) komplett enteignet. Dass bei der Enteignung von Agnes Gräfin von Brühl nicht alles rechtmäßig zuging, zeigt die Beschreibung der Vorgänge um die originalen Goethebriefe und weiteren Schriftwechsel, die sogenannten Goetheana. In der vom Hannah-Arendt-Institut erstellten Expertise im Auftrag der Sächsischen Staatskanzlei Einer von beiden muss so bald wie möglich entfernt werden – Der Tod des sächsischen Ministerpräsidenten Rudolf Friedrichs vor dem Hintergrund des Konfliktes mit Innenminister Kurt Fischer 1947, herausgegeben von der Sächsischen Landeszentrale für Politische Bildung, ist der Konflikt um die Enteignung nachzulesen. Die Goetheana gehörten wie die 46 Gemälde, die noch heute in den Staatlichen Kunstsammlungen Dresden vorhanden sind, zum Eigentum von Gräfin Agnes. Sie starb verarmt 1952 in Radebeul und fand ihre letzte Ruhe auf dem Seifersdorfer Friedhof. In den folgenden Jahren wurden das Gemeindeamt von Seifersdorf, eine Schule und ein Kindergarten im Schloss eingerichtet. Die Schule bezog später ein anderes Gebäude, das Gemeindeamt wurde als Folge der Gemeindereform mit Wachau aufgegeben. Der Kindergarten wurde trotz Bürgerprotesten im Jahr 2004 geschlossen. Die Gemeinde Wachau ließ 2012 den großen Saal im Schloss aufwendig sanieren. Später wurden noch eine Behindertentoilette und ein Fahrstuhl zum Saal eingebaut.

### Gäste in Seifersdorf
Christina von Brühl und ihre Familie pflegte einen großen Freundeskreis, den „Seifersdorfer Kreis“. Zu ihren Gästen in Seifersdorf zählten u. a. Hofkapellmeister Johann Gottlieb Naumann, Elisa von der Recke, der Schriftsteller Wieland aus Weimar (1794), Janus Genelly, Bonaventura und Hans Christian Genelly, der dänische Maler Darbes und Christian Gottfried Körner.

### Schloss Seifersdorf heute
Das Schloss befindet sich heute im Besitz der Gemeinde Wachau und wird von örtlichen Vereinen genutzt, insbesondere für die Freiwillige Feuerwehr und die Gemeinde-Bibliothek. Der Förderverein Seifersdorfer Schloss bietet regelmäßig öffentliche Führungen an.
Der früher zum Schloss gehörende Wirtschaftshof ist in Privatbesitz und weitgehend ungenutzt. Dafür lagen in den letzten Jahren mehrere Bebauungspläne aus. Derzeit ist geplant, die ehemalige Parkanlage auf dem Rittergut mit 16 Reihenhäusern zu bebauen.
Am 6. Mai 2020 gab der Sächsische Staatsminister für Regionalentwicklung Thomas Schmidt in einer Online-Pressekonferenz bekannt, dass die Gemeinde Wachau beim SIMUL-Ideenwettbewerb mit der Idee für ein „Besucherzentrum und Erlebnismuseum Schloss Seifersdorf“ 200.000 Euro gewonnen hat. Diese Idee hat der „Förderverein Seifersdorfer Schloss“ ausgearbeitet und der Gemeinde Wachau zur Verfügung gestellt.
Außerdem beginnen ebenfalls im Mai 2020 die Ausschreibungen für den ersten Bauabschnitt des Schlossdaches. Dafür bekam die Gemeinde Wachau Fördergelder vom Bund und vom Freistaat Sachsen. Zusätzlich hat der Förderverein eine Spendenaktion für das Schlossdach gestartet.
Am 11. August 2023 übergab Sachsens Staatssekretärin Barbara Meyer einen Fördermittelbescheid über 5,7 Millionen Euro an den Wachauer Bürgermeister Veit Künzelmann. Mithilfe dieser aus dem Investitionsgesetz Kohleregionen stammenden Fördergelder soll eine Sanierung des Schlosses im März 2024 begonnen werden. Darüber hinaus sollen auch die Wege im Schlosspark erneuert und Bäume gepflanzt werden. Im ersten Obergeschoss des Schlosses soll ein Museum einziehen, das sich mit der Geschichte der Bewohner, des Schlosses und dem Förderverein Seifersdorfer Schloss und dessen Arbeit befasst. Im zweiten Obergeschoss soll das Archiv neue Räume erhalten. Außerdem ist in einem neuen Treppenhaus ein zweiter Rettungsweg geplant. In das Untergeschoss soll ein Besucherzentrum, eine Touristen-Information und eine interaktive Bibliothek einziehen. Die Sanierung des unteren Schlossteils soll bis Sommer 2025 abgeschlossen sein, die vollständige Eröffnung ist für Mitte 2026 geplant.

## Förderverein Seifersdorfer Schloss e. V.
Der Verein hat sich 2004 nach den Protesten um die Schließung des Seifersdorfer Kindergartens und dem damals geplanten Verkauf des Schlosses gegründet. Er hat sich zum Ziel gesetzt, dass Schloss Seifersdorf weiterhin der Öffentlichkeit zugänglich ist. Regelmäßig finden seit 16 Jahren die monatlichen „Offenen Schlösser“ statt, wo Führungen angeboten werden. Außerdem gibt es noch zahlreiche weitere Veranstaltungen.
Unter der Federführung des Vereins wurde gemeinsam mit dem Seifersdorfer Thalverein und dem Landesverein Sächsischer Heimatschutz die Ausstellung „Das sächsische Weimar?! Schloss Seifersdorf und das Seifersdorfer Tal in ihrer kulturhistorischen Bedeutung“ gestaltet. Diese ist als Dauerausstellung im Schloss zu sehen.

## Das Seifersdorfer Tal und der Garten des Schlosses Seifersdorf, auch Herrengarten genannt
Christina von Brühl ehemalige Besitzerin des Schlosses und des Rittergutes, die ab 1775 bis zu ihrem Tod 1816 im Herrenhaus auf dem Rittergut lebte und eine der ersten Landschaftsarchitektinnen war, ließ ab 1781 den Landschaftsgarten im Seifersdorfer Tal als sentimentale Gartenanlage anlegen. Dort entstanden verschiedene Denkmäler und Gartenszenen im Seifersdorfer Tal. Dieses Programm der dortigen Staffagen setzte sie im Garten am Herrenhaus auf dem Rittergut Seifersdorf (zwischen Herrenhaus und Kirchengelände) fort.
Tina ließ auch ein Denkmal für Johann Wolfgang von Goethe, Elisa von der Recke anlegen und für den Preußenkönig, der 1813 in Seifersdorf auf dem Rittergut Rast machte. Noch in den 1990er Jahren gab es Reste eines Denkmals, das Studenten der TU Dresden maßgetreu und fotografisch festgehalten haben. Heute ist das Denkmal nicht mehr auffindbar. Die Parkanlage wurde auch als Küchengarten auf dem Rittergut bezeichnet, für die aktuell mehrere Bebauungspläne auslagen. Dort sollen 16 Reihenhäuser entstehen. Schloss und Rittergut Seifersdorf gelten als denkmalpflegerische Sachgesamtheit und Belange des Denkmalschutzes sind erheblich betroffen.

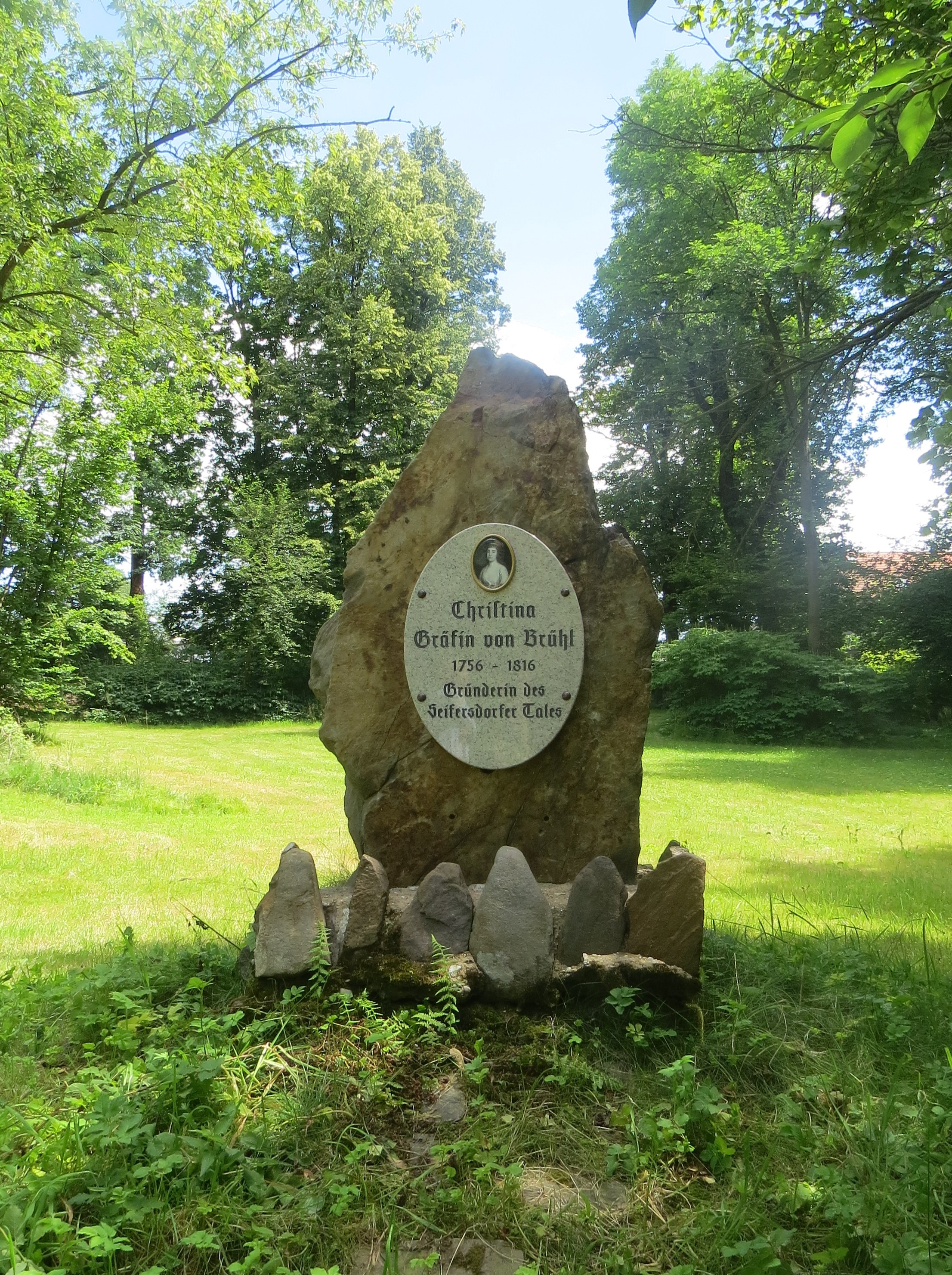
Gedenktafel für Christina von Brühl

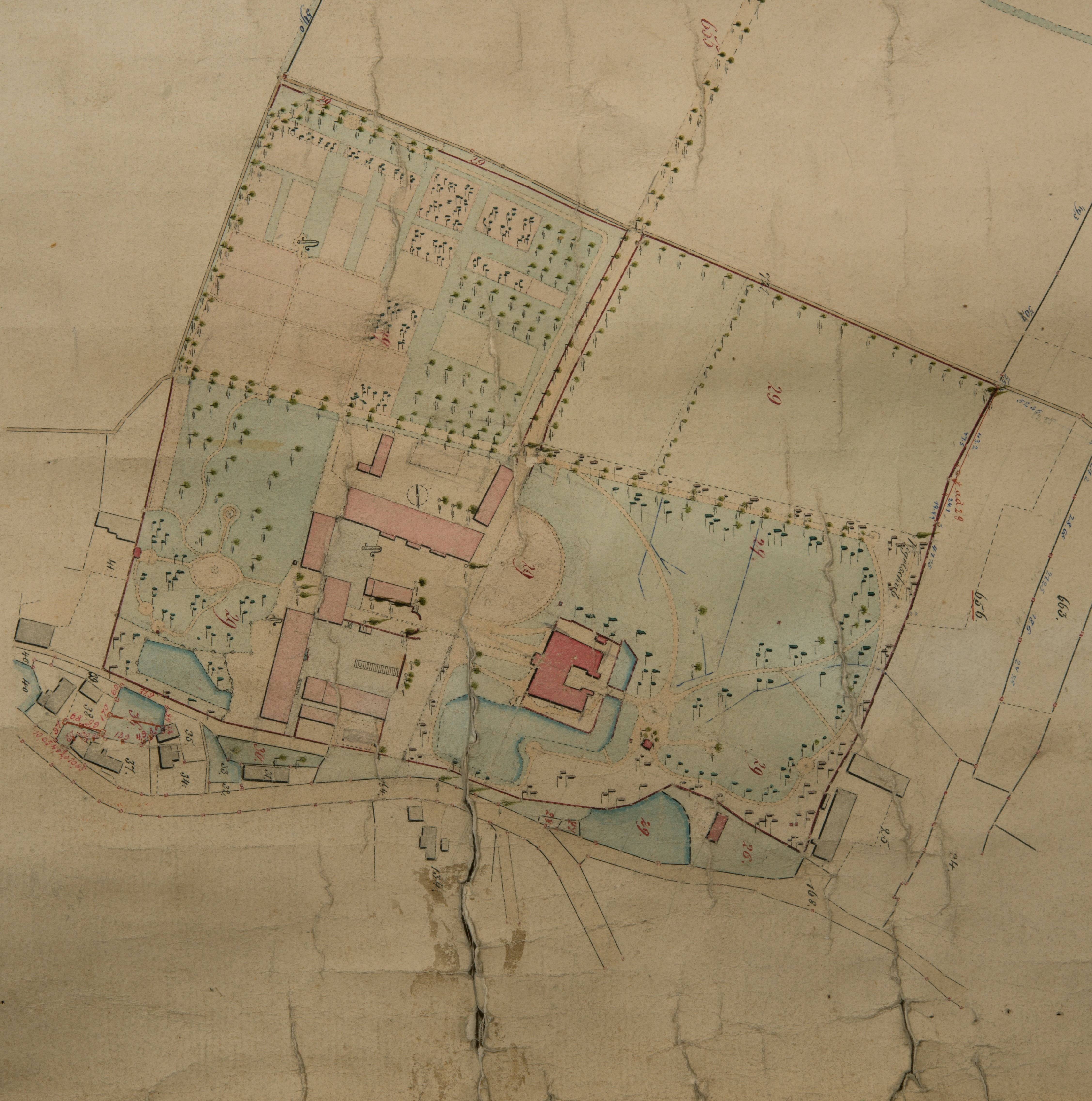

- Hirschfelds Denkmal bestand aus einem „Rasenhügel“, auf dem auf einem Sockel eine Urne aus Meißner Porzellan platziert war, gewidmet Christian Cay Lorenz Hirschfeld, Gartentheoretiker der Aufklärung, propagierte den Landschaftsgarten empfindsam-romantischer Prägung.
- Links davon befand sich eine „Nische von lebendigem Grün“ mit einer Tafel mit einer französischen Inschrift: „Des jours heureux voici l’image: Les Dieux sur nous versent-ils leurs faveur. Ils offrent sur notre passage Quelques aspects, riant des repos et des fleurs.“
- Vogelhaus in der Gestalt eines Pavillons gegenüber der „Nische von lebendigem Grün“, umgeben von „Terrassen von Rasen“, Obstbäumen, Blumen und Sträuchern.
- „Ein kleines Gartenhauß von ganz einfacher Bauart“ mit Tür, Fenstern, Laubengang mit Vogelkäfigen (mit Lachtauben und Kanarienvögeln), bewachsen mit wildem Wein, Inschrift: „Zwischen Welt und Einsamkeit liegt die wahre Weisheit in der Mitte.“ Innenausstattung: hellgrüne Wände, daran „Behänge von Jesmin und Kornblumen“, ein Kamin, ein Schrank mit einer „kleinen Gartenbibliothek“, gegenüber der Tür ein Spiegel, ein „Ruhebett“, Tische, Stühle, Inschriften.
- Youngs Grotte, eine Art aufgebrochene Ruinenarchitektur, außen mit der Inschrift „Young gewidmet“, Ausstattung: „Betaltar aus einem dürren Stamm zusammengesetzt“, verziert mit einem Kreuz, einem Schädel, einem Mosaik, einen betenden Heiligen darstellend, und dem Buch Nachtgedanken von Edward Young, das aufgeschlagen auf dem Altar liegt, Sanduhr mit Inschrift, Nischen mit Strohmatten.
- Büste Elisa von der Recke, umpflanzt von Rosen, Jasmin u. a. Blumen, daneben Bank mit Inschrift.
- Gärtchen mit Jasmin und türkischem Holunder bewachsen, Inschrift: „Fühle in deinem Herzen die süßen Regungen der Natur, nimm an was sie dir güthig zugetheilet und denk an nichts weiter.“
- Youngs Kindern Philander und Narcissa gewidmet, auf einer mit Pappeln bewachsenen Insel in einem Teich des Schlossparks, mittig „Rasenhügel“ mit schlangenumwundener Urne (Duplikat des Denkmals des Vaters der Gräfin) auf einem Sockel aus einem groben Feldstein mit eingravierten Namen.
- Links davon „Bildsäule des Amor“, Putto mit Pfeil und Bogen, Inschrift.
- Daneben Laube berankt mit Geißblatt, Rosen u. a., Voliere mit Lachtauben.
- In der Nähe: Rindenhäuschen mit Göthen’s Büste, Büste Goethes in eine Nische, daneben Denkmäler für Werther und Marie von Beaumarchais.
- Am Ende des Gartens eine Hecke mit Öffnung auf eine noch vorhandenen Allee aus Pappeln und Kastanien mit Blickbeziehung „nach einer gothischen Ruine, die auf einem entfernten Berge liegt“.
- Ein „Genußgarten“ mit Obstbäumen, Blumen und Bänken, geplant waren dort weitere Staffagen mit Büsten „Hallers, Jerusalems, Lavaters, Gellerts, Klopstocks, Zollikofers und andrer ihnen ähnlicher Männer“.

Büste von Elisa von der Recke im Seifersdorfer Schlossgarten
Denkmal für Hirschfeld im Seifersdorfer Schlossgarten
Rindenhäuschen mit Göthen’s Büste im Seifersdorfer Schlossgarten
Youngs Grotte im Seifersdorfer Schlossgarten
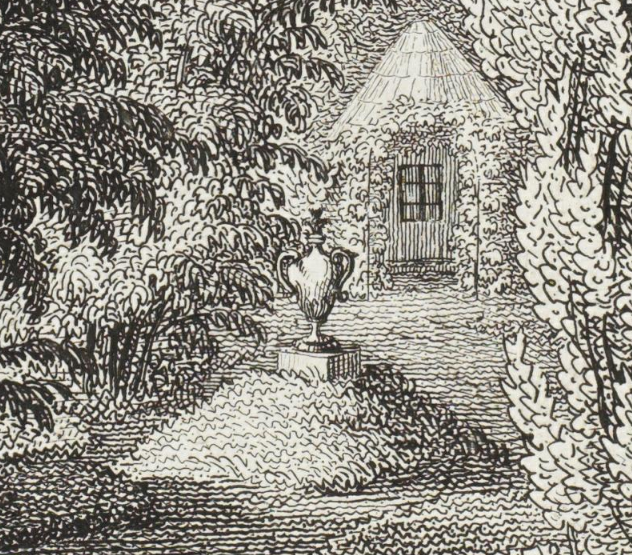
Denkmal für Christian Cay Lorenz Hirschfeld im Garten des Schlosses Seifersdorf

### Schlosspark Seifersdorf heute
Der heute bekannte Schlosspark um das Schloss wurde erst etwa 1885 von Max Bertram angelegt. Vorher wurde die zwischen Schloss und Eisberg befindliche große Schlossbrauerei Seifersdorf abgerissen und am heutigen Brauereiweg wieder aufgebaut. Der damalige Schlossbrauer hieß Graml und kam ursprünglich aus Bayern.
Vermutlich wurden von der ehemaligen Parkanlage des Herrengartens Denkmalfragmente in den Seifersdorfer Schlosspark umgesetzt.

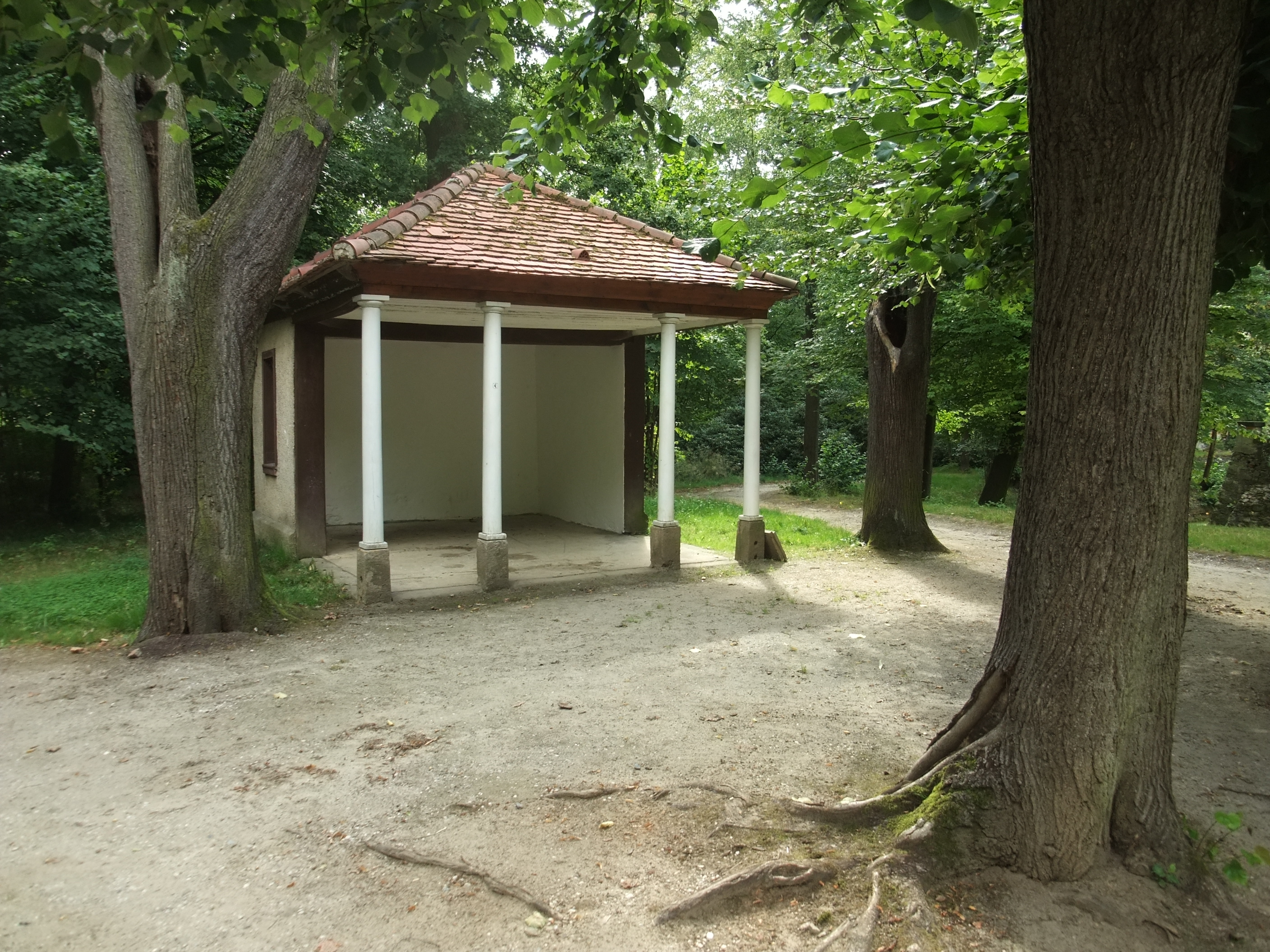
Gartenhaus im Seifersdorfer Schlosspark
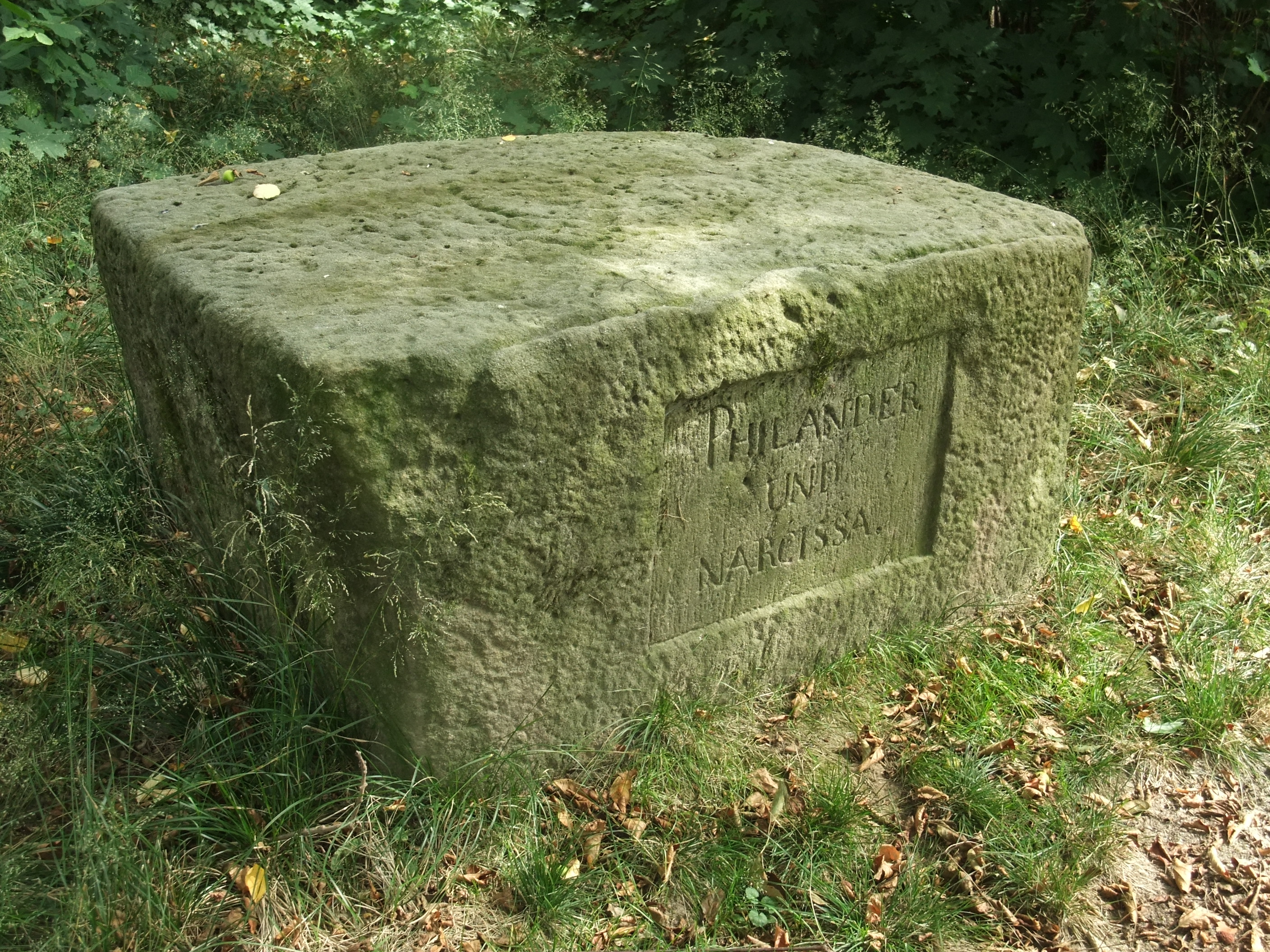
Teil des Denkmals für Philander und Narcissa im Seifersdorfer Schlosspark
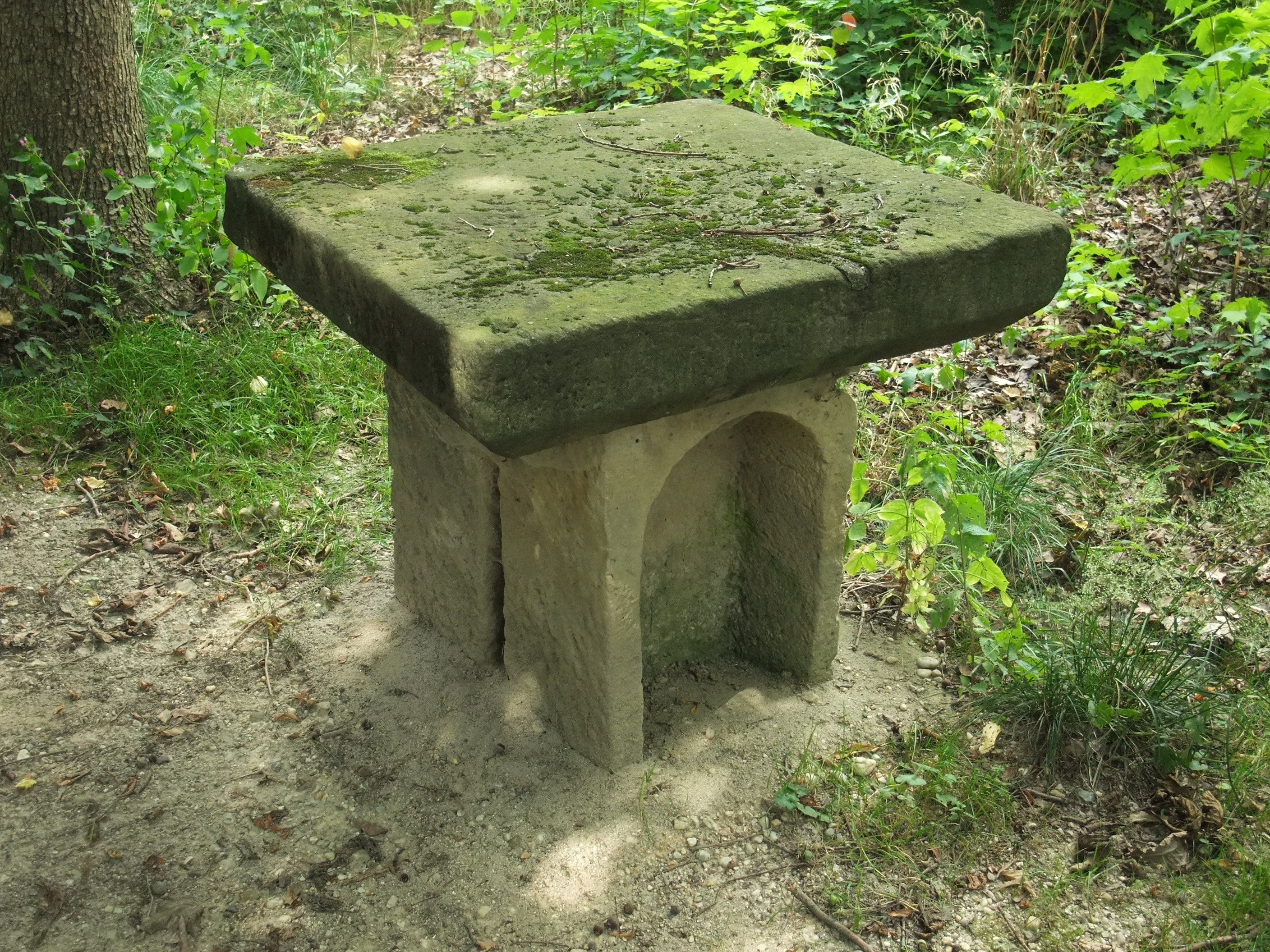
Denkmalfragment im Seifersdorfer Schlosspark
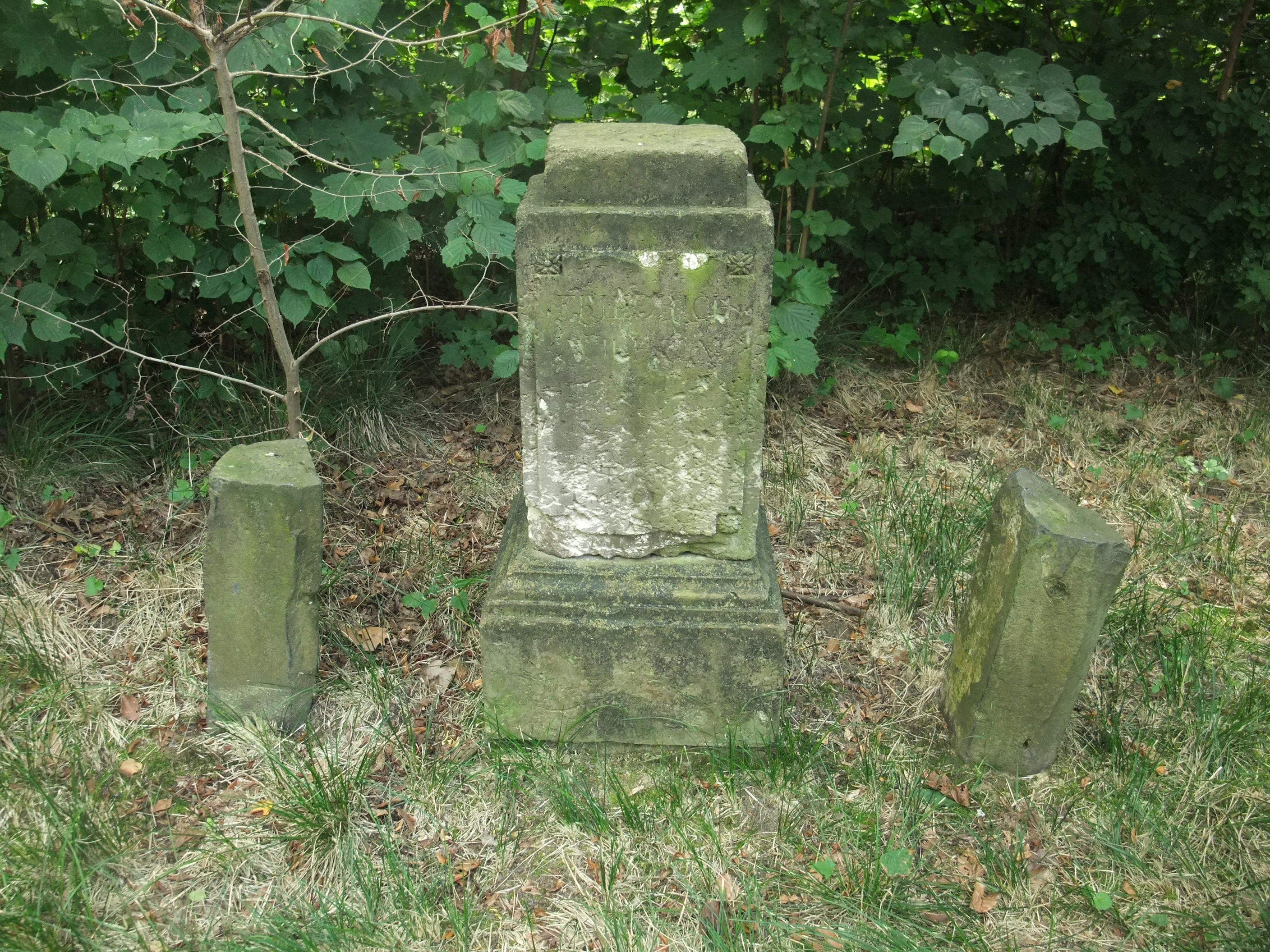
Denkmalfragment im Seifersdorfer Schlosspark
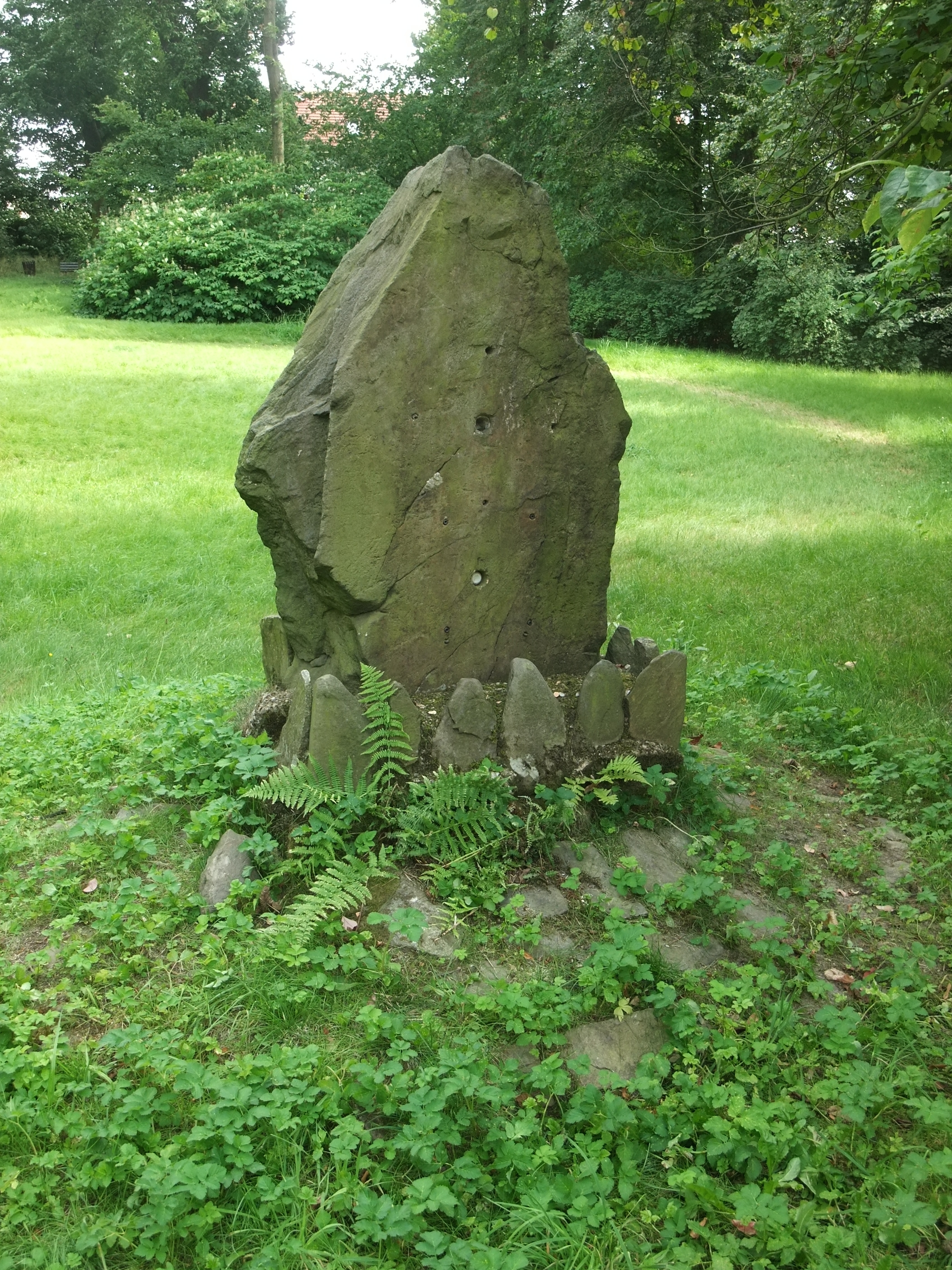
Denkmalfragment im Seifersdorfer Schlosspark

2016 brachte der Förderverein Seifersdorfer Schloss e. V. eine Gedenktafel für Christina Gräfin von Brühl anlässlich ihres 200. Todestages an das rechte Denkmalfragment an.